# Rhabderemia profunda
Rhabderemia profunda är en svampdjursart som beskrevs av Boury-Esnault, Pansini och Uriz 1994. Rhabderemia profunda ingår i släktet Rhabderemia och familjen Rhabderemiidae. Inga underarter finns listade i Catalogue of Life.